# Sad Boy
Sad Boy è un singolo del produttore discografico olandese R3hab e del produttore discografico britannico Jonas Blue, pubblicato il 20 ottobre 2021. Il singolo vede la partecipazione delle cantautrici statunitensi Ava Max e Kylie Cantrall.